# Björn Cederberg (entomolog)
Björn Cederberg, född 14 januari 1947, är en svensk entomolog.
Genom att specialisera sig på vildbin och humlor under 1970-talet, och genom att ha arbetat med området sedan dess är Cederberg en av Europas ledande experter på humlor. Cederberg var verksam vid Artdatabanken, Sveriges Lantbruksuniversitet (SLU), där han var organismgruppsansvarig för steklar mellan 1995 och 2014, samt ansvarade för projektet Svenska vildbin . Utöver det medverkar Cederberg även som expert i Artdatabankens Expertkommitté för steklar.
Genom sin forskning har Cederberg bland annat visat att ekologisk odling främjar förekomsten av vildbin. På grund av sitt intresse för humlor går Cederberg under smeknamnet Humledoktorn.